# هربرت كارلسون
هربرت كارلسون (بالسويدية: Herbert "Murren" Carlsson)‏ (و. 1896 – 1952 م) هو لاعب كرة قدم، من السويد، ولد في غوتنبرغ، شارك في الألعاب الأولمبية الصيفية 1920، يلعب كمهاجم، توفي في غوتنبرغ، عن عمر يناهز 56 عاماً.

## روابط خارجية
- هربرت كارلسون على موقع الاتحاد الدولي (مؤرشف)  (الإنجليزية)
- هربرت كارلسون على موقع ناشيونال فوتبول تيمز (الإنجليزية)
- هربرت كارلسون على موقع أوليمبيديا (الإنجليزية)
- هربرت كارلسون على موقع اللجنة الأولمبية السويدية (السويدية)